# Paul Römer (Mediziner, 1873)
Paul Römer (* 13. Februar 1873 in Neundorf (Anhalt); † 29. April 1937 in Bonn) war ein deutscher Ophthalmologe.

## Leben
Paul Römer machte sein Abitur 1892 am Gymnasium Carolinum Bernburg. Er studierte Medizin an der Universität Jena, der Königlichen Universität zu Greifswald und der Friedrichs-Universität Halle. Nach dem Staatsexamen wurde er 1897 Assistent an den Augenkliniken der Hessischen Ludwigs-Universität und der Julius-Maximilians-Universität. Er habilitierte sich 1901 in Würzburg und wurde dort a.o. Professor. Er ging 1907 nach Greifswald und wurde Direktor der dortigen Augenklinik. Während des Ersten Weltkrieges Stabsarzt der Landwehr, wurde er mit dem Eisernen Kreuz 2. Klasse ausgezeichnet. 1917 war er Rektor der Universität Greifswald. 1921 kam er auf den Lehrstuhl der Rheinischen Friedrich-Wilhelms-Universität Bonn. 1927 wurde er Mitglied des Stahlhelm, Bund der Frontsoldaten. 1935 musste er krankheitsbedingt mit 62 Jahren emeritiert werden.

## Werke
- Textbook of Ophthalmology in the Form of Clinical Lectures 3 Volumes. London 1912
- Lehrbuch der Augenheilkunde. Berlin 1913